# Ulrich Faulhaber
Ulrich Faulhaber, auch Uli Faulhaber, (* 3. Mai 1941 in Berlin) ist ein deutscher Schauspieler und Hörspielsprecher.

## Leben
Aufgewachsen in Hamburg, besuchte er dort die Rudolf-Steiner-Schule. Er begann seine künstlerische Laufbahn 1958 als Regieassistent beim Theater. 1959 spielte er am Thalia Theater unter Intendant Willy Maertens seine erste Rolle. Es folgten Gastspiele an den Hamburger Kammerspielen, am Theater im Zimmer und am theater 53.
Bei den Münchner Kammerspielen erhielt er in der Spielzeit 1962/63 sein erstes festes Engagement. Von 1965 bis 1968 gehörte er zum Ensemble des Deutschen Schauspielhauses in Hamburg. 1972 bis 1975 war er Mitglied der Bühnen der Stadt Frankfurt. Seitdem ist er freischaffend.
1978 sah man ihn in dem Stück Das Geld liegt auf der Bank von Curth Flatow auf dem Bildschirm. Er spielte weiter  1993 in der ARD-Produktion Der kleine Vampir – Neue Abenteuer mit. Zwischen 1976 und 2006 trat er in 14 Tatort- Episoden auf, von 1976 bis 1985 als Kriminalassistent Hassert neben mehreren Hauptdarstellern in Sendungen des SFB, danach in verschiedenen Nebenrollen. Faulhaber wirkte auch in vielen Serien wie Frauenarzt Dr. Markus Merthin, Der Sonne entgegen, Die Leute vom Domplatz, CityExpress und Großstadtrevier mit. Neben seiner Arbeit für das Fernsehen tritt er auch im Ohnsorg-Theater auf.

## Filmografie (Auswahl)
- 1967: Liebesgeschichten (Fernsehserie, eine Folge)
- 1969: Polizeifunk ruft – Besuch aus Köln
- 1971: Die armen Reichen (TV)
- 1972: Pater Brown: Wer bedroht Sir Claude? (Fernsehserie)
- 1975: Angst vor der Angst (TV)
- 1976: Tatort: Transit ins Jenseits (TV)
- 1977: Mein lieber Mann (Fernsehserie, 6 Folgen)
- 1978: Das Geld liegt auf der Bank (TV)
- 1978–1981: Kümo Henriette (Fernsehserie, NDR, TV)
- 1978: Tatort: Sterne für den Orient (TV)
- 1978: Neues aus Uhlenbusch (Fernsehserie, Folge 5: Nur eine Ohrfeige)
- 1979: Die Buddenbrooks
- 1979: Tatort: Gefährliche Träume (TV)
- 1980: Die Leute vom Domplatz
- 1981: Tatort: Beweisaufnahme (TV)
- 1981: Tatort: Katz und Mäuse (TV)
- 1982: Tatort: Sterben und sterben lassen (TV)
- 1982: Drei gegen Hollywood (TV)
- 1983: Tatort: Fluppys Masche (TV)
- 1985: Tatort: Ordnung ist das halbe Sterben (TV)
- 1985: Der Sonne entgegen (TV-Serie, zwölf Folgen)
- 1986: 38 – Auch das war Wien
- 1987–2006: Der Landarzt (TV-Serie, sechs Folgen)
- 1988–2009: Großstadtrevier (TV-Serie, sechs Folgen)
- 1991: Das Heimweh des Walerjan Wróbel
- 1991: Der Eisbärkönig
- 1991: Ein Fall für Zwei (TV-Serie, Tod frei Haus)
- 1992–1994: Unsere Hagenbecks (TV-Serie, 25 Folgen)
- 1993: Tatort: Um Haus und Hof (TV)
- 1993: Der kleine Vampir – Neue Abenteuer (TV-Serie, sechs Folgen)
- 1994: Tatort: Ein Wodka zuviel (TV)
- 1994: Ihre Exzellenz, die Botschafterin (TV-Serie, Macht der Gefühle)
- 1996: Löwenzahn (TV-Serie, Peter will auf die Schiene)
- 1996: Tatort: Tod auf Neuwerk (TV)
- 1996: Die Männer vom K3 - (TV-Serie, Der Deichmörder)
- 1996–2011: Stubbe – Von Fall zu Fall (TV-Serie, zwei Folgen)
- 1997: Siebenstein (TV, Folge 109: Das Kellergeheimnis)[1]
- 1999: Adelheid und ihre Mörder – Mondstein-Serenade
- 1999: Polizeiruf 110: Über den Dächern von Schwerin (TV)
- 2000: Polizeiruf 110: Ihr größter Fall (TV)
- 2000: Dreamgate (TV)
- 2001: Tatort: Tod vor Scharhörn (TV)
- 2002: Do It Like Michael Caine (Kurzfilm)
- 2002: Alphateam – Die Lebensretter im OP (TV-Serie, Folge 178)
- 2004: Tatort: Schichtwechsel (TV)
- 2006: Tatort: Pauline (TV)
- 2007: Doktor Martin (TV-Serie, eine Folge)
- 2008: Fleisch ist mein Gemüse

## Hörspiele (Auswahl)
- 1970: Sylvia Hoffman: Frei, zwei, drei! (Jan) – Regie: Jörg Jannings (RB)
- 1974: Hans Häussler: A.B.M. Requiem auf einen selbständigen Unternehmer (Hans H.) – Regie: Christian Gebert (HR/SFB/RB)
- 1978: Rainer Puchert: Das Märchen von Hannes und dem Riesen (Der Tuchweber) – Regie: Günther Sauer (Kinderhörspiel – SDR/HR)
- 1982: Alexander Widner: Arktis (Stimme 2) – Regie: Norbert Schaeffer (SR)
- Matthias Wittekindt: Tod eines Tauchers. Regie: Norbert Schaeffer. Radio-Tatort, NDR 2008, Der Hörverlag 2010, ISBN 978-3-867-17267-7.
- Matthias Wittekindt: Störtebekers Rache. Regie: Norbert Schaeffer. Radio-Tatort, NDR 2010.